# 1842 год в истории железнодорожного транспорта
1842 год в истории железнодорожного транспорта

## События
- В Шотландии на линии Глазго — Эдинбург прошли испытания локомотива с автономным питанием от электрических батарей, который можно считать одним из прототипов электровоза.[1]
- В Польше проложена первая железная дорога.[1]
- 8 мая — Версальская железнодорожная катастрофа (Франция), в результате которой погибло не менее 55 человек.

## Персоны

### Скончались
- 5 мая Толь, Карл Фёдорович — российский генерал от инфантерии, с 1833 года был главноуправляющим путями сообщений и публичными зданиями. Принимал решение о выдаче разрешения на строительство Царскосельской железной дороги.